# Hyostomodes monopepla
Hyostomodes monopepla là một loài bướm đêm trong họ Geometridae.